# رجل بلا قلب (مسلسل)
رجل بلا قلب (بالتركية: Kalpsiz Adam)‏ هو مسلسل درامي اجتماعي تركي مدبلج إلى اللغة العربية باللهجة السورية.

## الممثلين
- بولنت إينال

## وصلات خارجية
- رجل بلا قلب على موقع IMDb (الإنجليزية)
- رجل بلا قلب على موقع كينوبويسك (الروسية)
- رجل بلا قلب على موقع قاعدة بيانات الفيلم (الإنجليزية)